# Victoria (serie de televisión)
Victoria es una serie de televisión británica creada por Daisy Goodwin. Está protagonizada por Jenna Coleman, quien interpreta a la reina Victoria. Fue estrenada el 28 de agosto de 2016 en el Reino Unido, por la cadena "ITV".
En España, la serie fue estrenada y emitida en el canal de pago Movistar+ y desde febrero de 2022 se emitió en abierto en La 1 de Televisión Española.

## Sinopsis
La serie sigue los primeros años de la Reina Victoria del Reino Unido (Jenna Coleman), desde su ascenso al trono a la temprana edad de 18, pasando por la amistad con Lord Melbourne (Rufus Sewell), su reinado y matrimonio con el Príncipe Alberto (Tom Hughes).

## Reparto
- Jenna Coleman como Reina Victoria.[1]
- Tom Hughes como Príncipe Alberto.[4]
- Eve Myles como Sra. Jenkins[5]
- Tommy Knight como Brodie.[5]
- Rufus Sewell como Lord Melbourne.[1]
- Peter Firth como Duque de Cumberland.[1]
- Anna Wilson-Jones como Lady Emma Portman.[1]
- Paul Rhys como Sir John Conroy.[1]
- Catherine Flemming como Duquesa de Kent.[1]
- Nichola McAuliffe como Duquesa de Cumberland.[4]
- Daniela Holtz como Baronesa Lehzen.[4]
- Nigel Lindsay como Sir Robert Peel.[4]
- David Oakes como Príncipe Ernesto.
- Alex Jennings como Rey Leopoldo de Bélgica.
- Lily Travers como Sofía, Duquesa de Monmouth.
- Alice Orr-Ewing como Lady Flora Hastings.[4]
- Margaret Clunie  como Harriet, Duquesa de Sutherland.
- Nell Hudson como Miss Skerrett.
- Adrian Schiller como Penge.
- Ferdinand Kingsley como Francatelli.

## Episodios
| Temporada | Temporada | Episodios | Emisión original     | Emisión original      |
| Temporada | Temporada | Episodios | Comienzo             | Final                 |
| --------- | --------- | --------- | -------------------- | --------------------- |
|           | 1         | 8         | 28 de agosto de 2016 | 9 de octubre de 2016  |
|           | 2         | 8 (+1)    | 27 de agosto de 2017 | 15 de octubre de 2017 |
|           | 3         | 8         | 13 de enero de 2019  | 3 de marzo de 2019    |

## Producción
La serie fue anunciada en septiembre de 2015, tras la decisión de Coleman de abandonar Doctor Who para unirse al elenco. En septiembre de 2016, ITV renovó Victoria para una segunda temporada, seguida de un especial de Navidad. En diciembre de 2017, la serie fue renovada para una tercera temporada.
La productora, Mammoth Screen, eligió Screen Yorkshire's Church Fenton Studios, que se encuentra en Tadcaster, Yorkshire del Norte, para la recreación del Palacio de Buckingham. Church Fenton Studios fue lanzado recientemente, por lo que Victoria se convirtió en la primera producción que se rodó allí.

### Rodaje
Gran parte de la serie fue rodada en Yorkshire. Los interiores del Castillo de Howard simula ser el Palacio de Kensington, la Casa Harewood el Palacio de Buckingham, mientras que Bramham Park y Wentworth Woodhouse también se utilizan para ambas residencias reales. Carlton Towers se utiliza como el Castillo de Windsor, mientras que Beverley Minster reemplaza a la Abadía de Westminster. Otras ubicaciones incluyen Raby Castle, Allerton Castle, Newby Hall y Whitby pier. Church Fenton Studios, un hangar de aviones convertido en el aeropuerto Leeds East cerca de Selby, se usó para recrear algunos interiores del Palacio de Buckingham.

## Doblaje al español
El doblaje al español para España estuvo a cargo de Antonio Villar y se realizó en los estudios SDI Media.
| Personaje           | Actor de doblaje        |
| ------------------- | ----------------------- |
| Reina Victoria      | Adelaida López          |
| Baronesa Lehzen     | Amparo Valencia         |
| Duquesa de Kent     | Olga Cano               |
| Lady Emma Portman   | María Antonia Rodríguez |
| Sra. Jenkins        | Catherina Martínez      |
| Brodie              | Miguel Antelo           |
| Lord Melbourne      | Claudio Serrano         |
| Duque de Cumberland | Juan Lombardero         |
| Sir John Conroy     | Antonio Villar          |
| Príncipe Alberto    | Juan Logar Jr.          |
| Príncipe Ernesto    | Guillermo Romero        |
| Penge               | Fernando De Luis        |

## Premios y nominaciones
| Año  | Premio                                  | Categoría                          | Dirigido                                  | Resultado | Refs.  |
| ---- | --------------------------------------- | ---------------------------------- | ----------------------------------------- | --------- | ------ |
| 2017 | British Academy Television Craft Awards | Mejor maquillaje y peluquería      | Nic Collins                               | Nominada  | [ 19 ] |
| 2017 | Primetime Creative Arts Emmy Awards     | Composición musical para una serie | Martin Phipps, Ruth Barrett, Natalie Holt | Nominados | [ 20 ] |
| 2017 | Primetime Creative Arts Emmy Awards     | Tema musical principal             | Martin Phipps                             | Nominado  | [ 20 ] |